# Strefa Biznesu
Strefa Biznesu – polski tytuł internetowy i prasowy należący do grupy Polska Press, skupiający się na tematyce gospodarczej.

## Historia
Marka „Strefa Biznesu” została uruchomiona przez Polska Press Grupę w 2015. Projekt rozpoczął się jako biznesowy miesięcznik stanowiący dodatek do regionalnych dzienników wydawanych przez grupę, a także jako zalążek serwisu internetowego pod tą samą nazwą. Pierwsze wydanie miesięcznika ukazało się 20 kwietnia 2015 na Śląsku. W kolejnych latach marka stopniowo rozszerzała swój zasięg na inne regiony Polski, funkcjonując jako stały dodatek gospodarczy w prasie regionalnej. Równolegle rozwijano obecność marki w internetowych serwisach informacyjnych należących do Polska Press Grupy.

## Tematyka
Portal publikuje artykuły, analizy, wywiady i komentarze dotyczące krajowej i światowej gospodarki, biznesu, rynków finansowych, przedsiębiorczości, prawa i podatków, rynku pracy, innowacji oraz technologii. Marka, jest skierowana zarówno do przedsiębiorców, menedżerów i specjalistów, jak i do szerokiego grona odbiorców zainteresowanych aktualnościami gospodarczymi.
Portal podzielony jest na kilka głównych obszarów tematycznych: Gospodarka, Firma, Praca, Finanse, Giełda, Notowania, Energetyka, Logistyka.

## Redakcja i struktura
Strefa Biznesu dodatkowo posiada ponad 20 sekcji tematycznych w internetowych serwisach regionalnych największych polskich dzienników, m.in. Dzienniku Zachodnim, Dzienniku Łódzkim, Dzienniku Bałtyckim czy Gazecie Krakowskiej. Strefa Biznesu posiada także setki wersji lokalnych na stronach serwisów Nasze Miasto. Oferuje również regionalizowane magazyny drukowane, dostępne m.in. podczas największych gospodarczych wydarzeń w Polsce i które trafiają do menedżerów firm w Polsce.
Od 2024 redaktorem naczelnym portalu jest Rafał Kerger. Treści publikowane w Strefie Biznesu tworzone są zarówno przez centralny zespół redakcyjny, jak i dziennikarzy z redakcji regionalnych. Do zespołu należą m.in. Grzegorz Gajda, Michał Piękoś i Dorota Mariańska. 
Strefa Biznesu regularnie obejmuje patronatem medialnym krajowe i regionalne wydarzenia gospodarcze, jak Europejski Kongres Gospodarczy,Europejskie Forum Nowych Idei, Forum Ekonomiczne, oraz Impact.
Portal regularnie prowadzi debaty z ekspertami w ramach Strefy Biznesu TV.